# Henrykowo (Orneta)
Henrykowo (deutsch Heinrikau) ist ein Dorf in der polnischen Woiwodschaft Ermland-Masuren. Es gehört zur Stadt- und Landgemeinde Orneta (Wormditt) im Powiat Lidzbarski (Kreis Heilsberg).

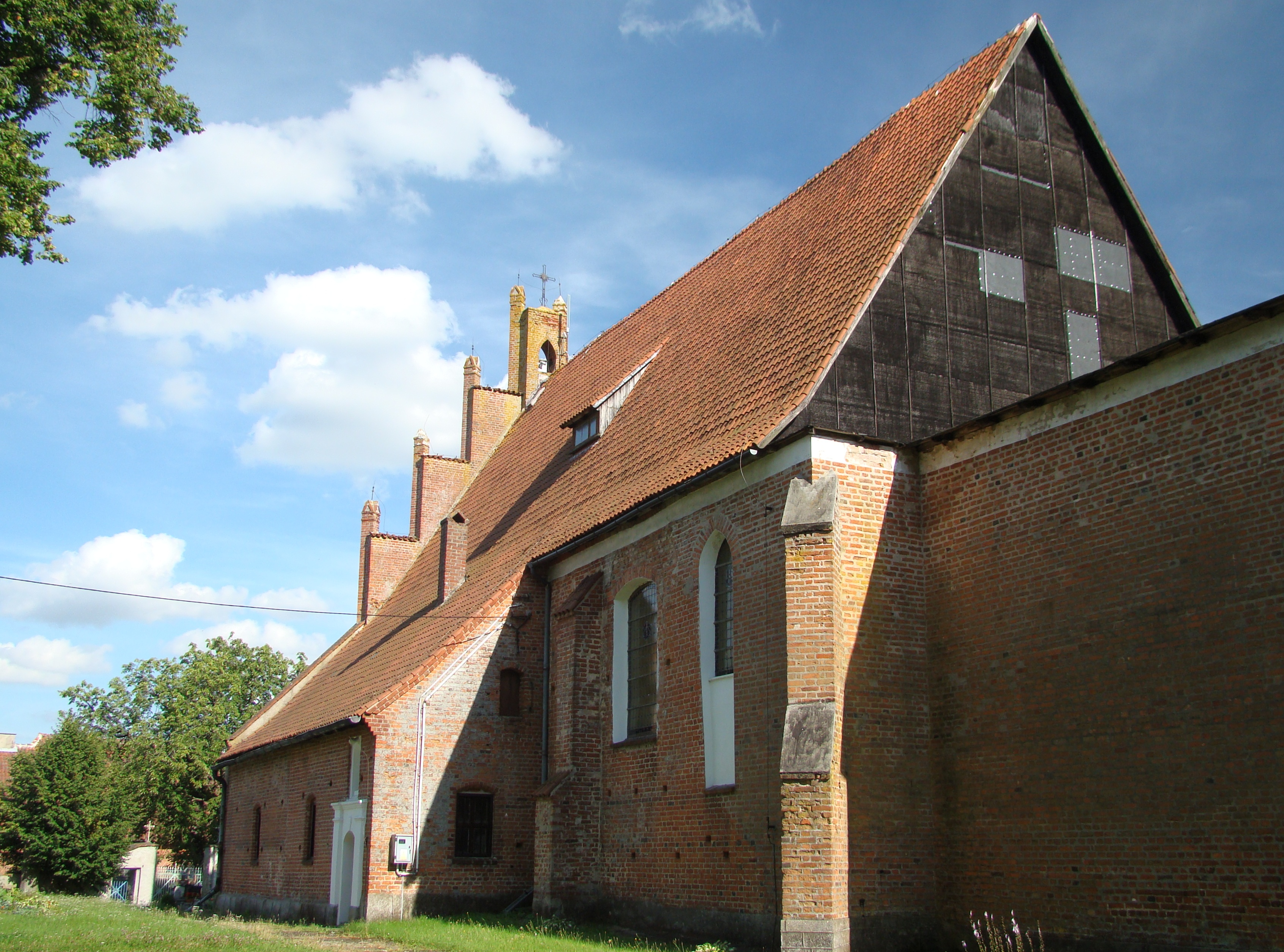
Die Dorfkirche in Henrykowo (Heinrikau)

## Geographische Lage
Henrykowo liegt im Nordwesten der Woiwodschaft Ermland-Masuren, 28 Kilometer westlich der Kreisstadt Lidzbark Warmiński (Heilsberg).

## Geschichte

### Ortsgeschichte
Für das alte Kirchdorf Heinerkau wurde 1326 die Handfeste erteilt. Nach 1785 hieß der Ort Henrikau, nach 1820 Heinricken, und erst nach 1871 Heinrikau.
Am 18. Juni 1874 wurde die Landgemeinde Heinrikau ein Amtsdorf und damit namensgebend für einen Amtsbezirk im ostpreußischen Kreis Braunsberg, Regierungsbezirk Königsberg. In ihn wurden sechs Kommunen eingegliedert.
846 Einwohner waren im Jahre 1910 in Heinrikau gemeldet. Ihre Zahl veränderte sich bis 1933 auf 806 und bis 1939 auf 800.
In Kriegsfolge fiel 1945 das gesamte südliche Ostpreußen an Polen. Heinrikau erhielt die polnische Namensform „Henrykowo“ und ist heute eine Ortschaft innerhalb der Gmina Orneta (Stadt- und Landgemeinde Wormditt) im Powiat Lidzbarski (Kreis Heilsberg), von 1975 bis 1998 der Woiwodschaft Elbląg, seither der Woiwodschaft Ermland-Masuren zugehörig. Im Jahre 2021 zählte Henrykowo 314 Einwohner.

### Amtsbezirk (1874–1945)
Zum Amtsbezirk Heinrikau gehörten bei seiner Errichtung sechs Kommunen, am Ende waren es aufgrund struktureller Veränderungen noch vier:
| Deutscher Name     | Polnischer Name      | Anmerkungen                                            |
| ------------------ | -------------------- | ------------------------------------------------------ |
| Heinrikau          | Henrykowo            |                                                        |
| Kleefeld           | Glebiska             |                                                        |
| Komainen (Dorf)    | Kumajny              |                                                        |
| Komainen (Forst)   | (Leśniczówka) Kumasy | 1929 in das Dorf Komainen eingegliedert                |
| Neuhof             | Nowy Dwór            |                                                        |
| Tafterwald (Forst) | Tawty                | 1928 nach Krickhausen, Amtsbezirk Tüngen, eingemeindet |

## Religion

### Römisch-katholische Kirche

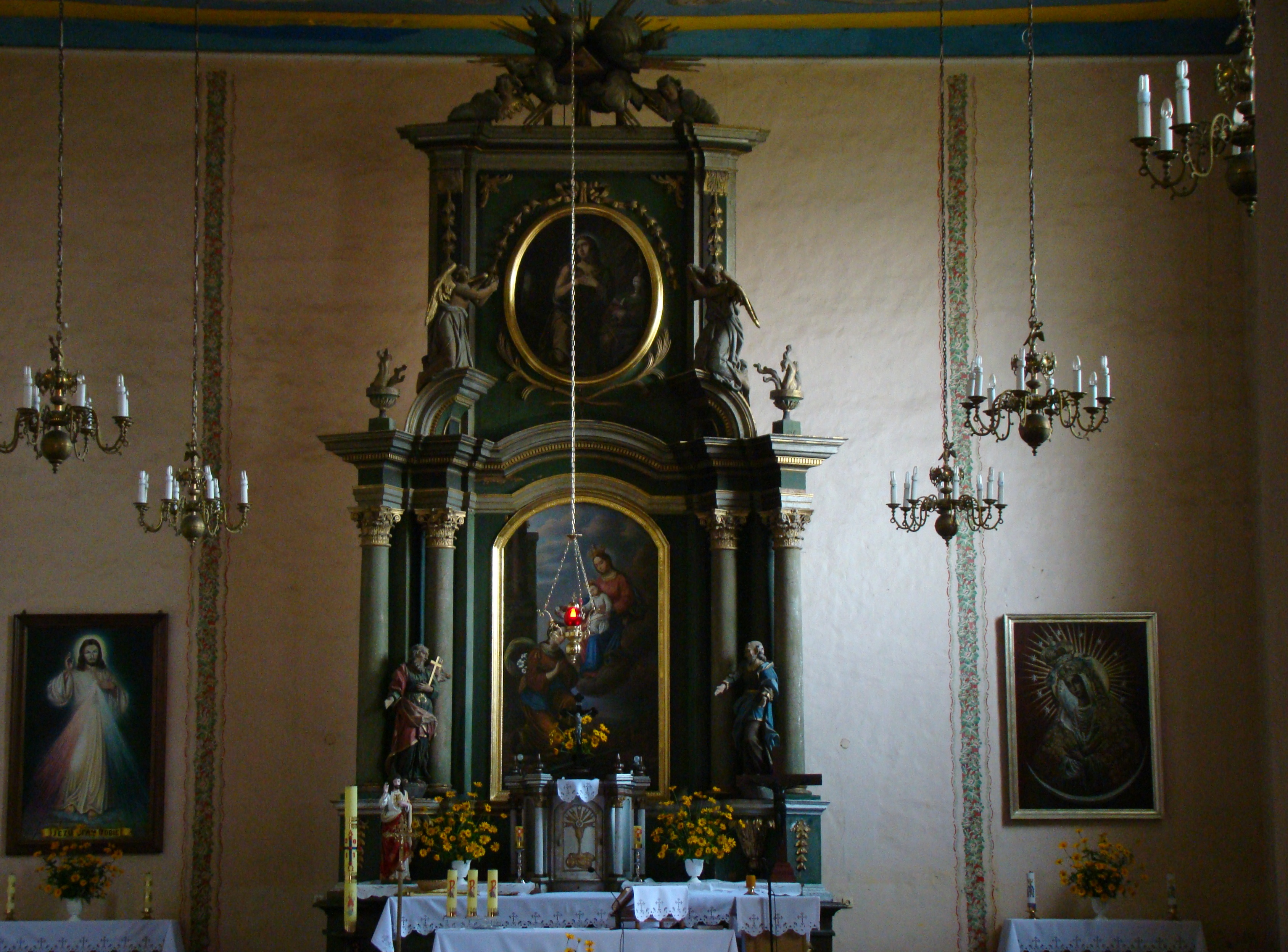
Hauptaltar der Kirche

Eine Kirche ist für Heinrikau bereits in den Jahren 1312 und 1316 urkundlich belegt. Das heutige Gebäude stammt aus der zweiten Hälfte des 14. Jahrhunderts. Durch einen Brand wurde es zerstört und 1501 wieder geweiht. Hatte die Kirche anfangs einen hölzernen Turm, so wurde 1715 einer aus Stein errichtet. Dieser jedoch wurde im Zweiten Weltkrieg zerstört und nicht wieder aufgebaut.
Die Fenster der Kirche veränderte man 1721 und 1795. Beibehalten wurden die alten Spitzbögen. Der Ostgiebel erhielt bei Renovierungsarbeiten 1886 sein jetziges Aussehen.
Die Deckenbemalung im Kircheninnern stammt von Johannes Strunge aus Rößel (polnisch Reszel). Der Hochaltar ist ein Werk  von Christian Benjamin Schultz in Heilsberg (polnisch Lidzbark Warmiński).
Die Kirche ist der Hl. Katharina geweiht. Die Pfarrei gehört zum Dekanat Orneta im Erzbistum Ermland.

### Evangelische Kirche
Heinrikau war damals und Henrykowo ist heute kein evangelisches Kirchdorf. Der Ort war bis 1945 in das Kirchspiel der Pfarrkirche Mehlsack (polnisch Pieniężno) in der Kirchenprovinz Ostpreußen der Kirche der Altpreußischen Union eingepfarrt. Heute gehört Henrykowo zur Diözese Masuren der Evangelisch-Augsburgischen Kirche in Polen.

## Verkehr

### Straße
Henrykowo liegt an der viel befahrenen polnischen Woiwodschaftsstraße 507. Lokale Nebenstraßen verlaufen durch den Ort bzw. enden in Henrykowo.

### Schiene
Henrykowo ist Bahnstation. Der Bahnhof liegt 1,5 Kilometer nordwestlich des Dorfs an der PKP-Bahnstrecke Olsztyn Gutkowo–Braniewo.

## Persönlichkeiten
- Bernhard Poschmann (* 1. September 1878 in Heinrikau), deutscher römisch-katholischer Pfarrer und Dogmatiker († 1955)
- Hugo Will (1899–1945), deutscher römisch-katholischer Geistlicher und Märtyrer, war von 1930 bis 1932 Kaplan in Henrykowo